# Квир (фильм)
«Квир» (англ. Queer) — художественный фильм режиссёра Луки Гуаданьино по сценарию Джастина Курицкеса, основанный на одноимённом романе Уильяма Берроуза 1985 года. Главные роли в фильме исполняют Дэниел Крейг и Дрю Старки.

## Сюжет
Действие фильма происходит в 1950-х годах в Мехико, Ли бежит из Нового Орлеана от наркоторговцев. В Мехико Ли бродит по клубам города и пытается добиться симпатии молодого человека по имени Аллертон.

## В ролях
- Дэниел Крейг — Ли[5]
- Дрю Старки — Аллертон
- Лесли Мэнвилл — доктор Коттер
- Джейсон Шварцман — Джо
- Генри Зага — Уинстон Мур

## Производство
В декабре 2022 года было объявлено, что Дэниел Крейг ведёт переговоры о съёмках фильма, режиссёром которого станет Гуаданьино, а Джастин Курицкес напишет сценарий. В апреле 2023 года к актёрскому составу присоединились Лесли Мэнвилл, Джейсон Шварцман и Генри Зага.
Съёмки начались в последнюю неделю апреля 2023 года в Риме. Фильм был полностью снят на студии Cinecittà. Джонатан Андерсон, креативный директор Loewe, выступит в качестве художника по костюмам, что ознаменует его второе сотрудничество с Гуаданьино.

## Восприятие
Во время премьеры фильма на Венецианском кинофестивале фильм удостоился 11-минутных оваций.
Оуэн Глейберман посчитал «Квир» «невероятно пикантной и авантюрной экранизацией» и отметил высокий уровень игры Крейга.